# Charles Christofle
Charles Christofle (Parigi, 25 ottobre 1805 – Brunoy, 13 dicembre 1863) è stato un orafo e imprenditore francese, fondatore dell'industria che porta il suo nome.

## Biografia
A quindici anni era apprendista orafo, presso il cognato Hugues Calmette e nel 1830 era proprietario di una piccola gioielleria parigina. In questo laboratorio di oreficeria di famiglia, sito nel quartiere parigino Le Marais, con il sostegno finanziario di sua sorella Rosine Bouilhet-Christofle, Charles si specializzò nell'argentatura e nella doratura, secondo i metodi più moderni. Nel 1839 impiegava una cinquantina di operai.

### Il metodo galvanotecnico
Carl Wilhelm Siemens e suo fratello Werner avevano sviluppato il nuovo sistema galvanotecnico ma, per problemi economici sullo sfruttamento dell'invenzione della doratura e argentatura elettrolitica, essi vendettero il loro brevetto a Londra, nel 1843, ai cugini Henry Elkington e George Richards Elkington. Charles Christofle acquistò una licenza che gli dava diritto ad utilizzare i brevetti sui procedimenti elettrolitici di Henry e di George Richard Elkington. Ottenne poi anche i brevetti del chimico francese, il conte Henri de Ruoiz e, dal 1844, mise in piedi l'impianto di produzione tecnologicamente più avanzato per i pezzi placcati.

### Una moderna azienda
Nel 1845 fondò la "Charles Christofle & Cie" e dal 1846 iniziò a fabbricare in proprio i pezzi da argentare, sganciandosi così da obblighi verso altri fabbricanti di argenteria. Christofle creò quindi proprie forme. Impiegava operai qualificati e chiese modelli a scultori, tra cui: Mathurin Moreau (1821-1912), Emil Reiber (1826-1893) e Auguste Madroux. Nel 1850 mise in produzione anche una linea di argenteria, che si aggiungeva a quella placcata. Il suo punzone era una bilancia, coronata con quattro stelle, tra le iniziali C e C.
Realizzò servizi completi per la tavola per l'imperatore Napoleone III, per il sultano Abdulaziz dell'Impero Ottomano e per l'imperatore Massimiliano I del Messico. Fondò impianti di produzione in Francia e in Germania e organizzò punti vendita in Europa, nelle Americhe, in Russia e nell'Impero ottomano.
Nel 1845 organizzò una associazione di mutuo soccorso a favore degli operai ammalati: ogni operaio doveva contribuire con 50 centesimi la settimana (solo 25 centesimi le operaie). Arrivarono anche 500 franchi in dono, di cui 400 offerti da Christofle.
È sepolto a Parigi, nel cimitero civile di Père-Lachaise.
Ha pubblicato Histoire de la dorure et de l'argenture électro-chimiques, nel 1851.
I suoi successori - il figlio Paul Christofle e il nipote Henri Bouilhet (1830-1910), chimico ma anche artista - introdussero il nuovo metodo della galvanoplastica.